# صورة العام الصحفية العالمية
يؤخذ التصويت لاختيارصورة العام الصحفية العالمية خلال حفل توزيع الجوائز العالمية للتصوير الصحفي، الذي تستضيفه مؤسسة "صور الصحافة العالمية" الهولندية World Press Photo. حيث يتلقى الفائز جائزة قدرها 10000 يورو إلى جانب "الجائزة المرموقة والمطلوبة في التصوير الصحفي".
إلى جانب جائزة «صورة العام الصحفية»، تمنح لجنة التحكيم المكونة من 20 عضوًا ثلاث جوائز أخرى في ثماني فئات (الأخبار العامة، والأخبار الفورية، والرياضة، والقضايا المعاصرة، والحياة اليومية، والصور «بورتيريه»، والطبيعة، والمشاريع طويلة الأجل)، حيث يجري اختيار كل من الصور الفردية وسلسلة الصور المتميزة.
تُمنح الجائزة الرئيسية للصورة التي «... ليست فقط تُعد صورة صحفية للعام، ولكنها تمثل قضية أو موقفًا أو حدثًا ذا أهمية صحفية كبيرة، وهي تُظهر مستوى متميزًا من الإدراك البصري والإبداع».

## قائمة صور العام الصحفية
فيما يلي قائمة بجميع الفائزين بجائزة أفضل صورة صحفية للعام، ومعلومات عن الصور المعنية.
| عام  | المصور                   | الموضوع                                   | وصف الصورة | رابط             |
| ---- | ------------------------ | ----------------------------------------- | --- | ---------------- |
| 1955 | Mogens von Haven         | سباق دراجات نارية                         | في 28 أغسطس 1955، حدث في Volk Mølle Racetrack في Assentoft، بالدنمارك، حادث تصادم أثناءسباق الدراجات النارية. | الصورة           |
| 1956 | Helmuth Pirath           | العودة إلى الوطن من الحرب                 | أسير ألماني من الحرب العالمية الثانية تحرر من الاتحاد السوفيتي والتقى في ألمانيا الغربية مع طفلته ذات الـ 12 سنة، التي لم يراها منذ طفولتها. | الصورة           |
| 1957 | Douglas Martin           | العزل العنصري في الولايات المتحدة         | العنف والمضايقات، أصبحت دوروثي كاونتس واحدة من أوائل الطلاب الأمريكيين من أصل أفريقي في مدرسة هاري هاردينغ الثانوية في شارلوت (كارولاينا الشمالية). | الصورة           |
| 1958 | لم تُمنح الجائزة.         | لم تُمنح الجائزة.                          | لم تُمنح الجائزة. | لم تُمنح الجائزة. |
| 1959 | Stanislav Tereba         | كرة القدم                                 | خلال مباراة كرة قدم بين الفريقين سبارتا براغ وإنتر براتيسلافا، يقف ميروسلاف شتفرتنيتشيك حارس سبارتا في ملعب كرة القدم تحت الأمطار الغزيرة. | الصورة           |
| 1960 | لم تُمنح الجائزة.         | لم تُمنح الجائزة.                          | لم تُمنح الجائزة. | لم تُمنح الجائزة. |
| 1961 | Yasushi Nagao            | اغتيال إينجيرو أسانوما                    | في 12 أكتوبر 1960، قتل الطالب اليميني المتطرف البالغ من العمر 17 عامًا أوتويا ياماغوتشي السياسي الاشتراكي أسانوما إنيجيرو بالسيف أثناء خطاب ألقاه في طوكيو في Hibiya Hall. | الصورة           |
| 1962 | Héctor Rondón Lovera     | انتفاضة El Porteñazo في فنزويلا           | خلال التمرد العسكري "El Porteñazo"، يتمسك جندي يحتضر بكاهن ونيران القناصة من حولهم. | الصورة           |
| 1963 | مالكوم براون             | الأزمة البوذية في فيتنام                  | الفيتنامي تتش كوان دك يحرق نفسه في مظاهرة للتنديد باضهاد حكومة الرئيس نغو دينه ديم للبوذيين. | الصورة           |
| 1964 | Don McCullin             | نزاع قبرص                                 | امرأة تركية تنعي زوجها الذي سقط ضحية الحرب الأهلية اليونانية التركية. | الصورة           |
| 1965 | كيوتشي ساوادا            | حرب فيتنام                                | أم وأطفالها يعبرون نهر في لوك ثونج في مقاطعة فيتنام الجنوبية محافظة بنه دنه هربًا من القصف الأمريكي. | الصورة           |
| 1966 | Kyōichi Sawada           | حرب فيتنام                                | في 24 فبراير 1966، قامت القوات الأمريكية بسحب جثة مقاتل من فيت كونج خلف ناقلة الأفراد المدرعة M113 لدفنها، بعد أن قُتل في هجوم ليلي شرس من قِبل عدة أشخاص من كتائب فيت كونغ ضد القوات الأسترالية أثناء معركة لونج تان. | الصورة           |
| 1967 | Co Rentmeester           | حرب فيتنام                                | قائد M48 باتون ينظر من خلال عدسته. كانت هذه أول صورة ملونة تفوز بالجائزة. | الصورة           |
| 1968 | إدي آدامز                | حرب فيتنام                                | في 1 فبراير 1968، قام قائد الشرطة الفيتنامية الجنوبية نغوين نجوك لوان بإعدام سجين فيت كونغ نجوين فون ليم في أحد شوارع سايغون برصاصة في الرأس. | الصورة           |
| 1969 | Hanns-Jörg Anders        | المشاكل (أيرلندا)                         | أيرلندي كاثوليكي يرتدي قناع غاز يقف أمام جدار مكتوب عليه "نريد السلام" قبل لحظات من إلقاء القوات البريطانية الغاز المسيل للدموع. | الصورة           |
| 1970 | لم تُمنح الجائزة.         | لم تُمنح الجائزة.                          | لم تُمنح الجائزة. | لم تُمنح الجائزة. |
| 1971 | لم تُمنح الجائزة.         | لم تُمنح الجائزة.                          | لم تُمنح الجائزة. | لم تُمنح الجائزة. |
| 1972 | فولفغانغ بيتر جيلر       | سرقة بنك في ساربروكن                      | بعد سرقة بنك في ساربروكن، وقع تبادل لإطلاق النار بين الشرطة ولصوص البنوك. | الصورة           |
| 1973 | Nick Út                  | حرب فيتنام                                | الصغير فان ثي كيم فوك وأطفال آخرون يفرون مصابين بحروق شديدة سببها النابالم، أسقطته عن طريق الخطأ طائرات فيتنامية جنوبية. | الصورة           |
| 1974 | Orlando Lagos            | انقلاب تشيلي عام 1973                     | في 11 سبتمبر 1973، يظهر الرئيس سلفادور أليندي قبل موته بقليل في قصر لامونيدا خلال الانقلاب العسكري بقيادة أوغستو بينوشيه. لم يتم الكشف عن هوية المصور لاجوس حتى فبراير 2007، بعد شهر من وفاته. | الصورة           |
| 1975 | Ovie Carter              | جفاف الساحل، النيجر                       | طفل صغير يعاني من الجفاف في النيجر. | الصورة           |
| 1976 | ستانلي فورمان            | انهيار أثناء الهروب من الحريق             | انهار مبنى في حريق في بوسطن، فانهار سلم الهروب من الحريق وسقطت امرأة مع طفلة. وماتت المرأة في مكان الحادث. | الصورة           |
| 1977 | Françoise Demulder       | الحرب الأهلية اللبنانية                   | في يناير 1976، فرت مجموعة من اللاجئين الفلسطينيين من الحرب الأهلية فيبيروت. | الصورة           |
| 1978 | Leslie Hammond           | التفرقة العنصرية                          | بوليس جنوب أفريقيا يُطلق الغاز على مجموعة من المتظاهرين في Modderdam، بالقرب من كيب تاون. | الصورة           |
| 1979 | Sadayuki Mikami          | نضال سانريزوكا                            | بعد أعوام من التظاهر ضد إنشاء مطار ناريتا الدولي، الذي صار جاهزًا للافتتاح، اندلعت في 26 مارس 1978 اشتباكات خطيرة بين المتظاهرين ووحدة شرطة مكافحة الشغب. | الصورة           |
| 1980 | ديفيد بيرنت              | سقوط الخمير الحمر في كمبوديا              | في نوفمبر 1979، في مخيم لاجئين في Sa Keo بالقرب من الحدود بين تايلاند وكمبوديا، امرأة تحمل طفلها بين ذراعيها. | الصورة           |
| 1981 | Mike Wells               | مجاعة في Karamoja، أوغندا                 | في أبريل 1980، يُمسك رجل أبيض في شمال شرق أوغندا بيد صغيرة نسبيًا لطفل أفريقي جائع. | الصورة           |
| 1982 | Manuel Pérez Barriopedro | انقلاب 23 فبراير 1981 في إسبانيا في مدريد | في 23 فبراير 1981، المقدم أنطونيو طيخيرو مولينا يتحدث وفي يده مسدس أمام مجلس النواب الإسباني، حيث اتخذ أعضاء الحكومة والنواب رهائن. | الصورة           |
| 1983 | Robin Moyer              | حرب لبنان 1982                            | في 18 سبتمبر 1982، جثث الفلسطينيين ملقاة في الشارع في أعقاب مجزرة صبرا وشاتيلا، عندما قتلت ميليشيات الكتائب المسيحية المارونية لاجئين فلسطينيين. | الصورة           |
| 1984 | Mustafa Bozdemir         | زلزال في تركيا                            | في 30 أكتوبر 1983، بعد زلزال مدمر في محيط أرضروم وقارص، وجدت كيزبان أوزر أطفالها الخمسة مدفونين أحياء. | الصورة           |
| 1985 | بابلو بارتولوميو         | كارثة بوبال                               | جثة طفل مدفونة نتيجة حادث كيماوي في مصنع شركة الكيماويات الأمريكية يونيون كاربايد كوربوريشن. | الصورة           |
| 1986 | فرانك فورنير             | أوميرا سانشيز                             | توفي سانشيز، أحد ضحايا كارثة أرميرو، بعد أن حوصر في حفرة طينية لمدة 60 ساعة. | الصورة           |
| 1987 | / Alon Reininger         | الإيدز                                    | مريض الإيدز الأمريكي كين ميكس يجلس على كرسي متحرك. ويظهر على ذراعيه العديد من البثور ناجمة عن ساركوما كابوزي. | الصورة           |
| 1988 | Anthony Suau             | الانتخابات الرئاسية الكورية الجنوبية 1987 | في 18 ديسمبر 1987، أم يائسة في كورو، كوريا الجنوبية تتكئ على درع شرطة مكافحة الشغب وتطلب الرحمة لابنها، الذي جرى اعتقاله خلال مظاهرة. بعد انتخابات نوفمبر، كانت هناك احتجاجات ضد الحكومة، بدعوى تزوير الانتخابات. | الصورة           |
| 1989 | David Turnley            | زلزال أرمينيا 1988                        | في غيومري، حزن بوريس أبغارزيان على ابنه البالغ من العمر 17 عامًا، والذي كان ضحية الزلزال في أرمينيا. | الصورة           |
| 1990 | تشارلي كول               | مظاهرات ساحة تيانانمن                     | متظاهر، سُمي لاحقًا رجل الدبابة، يُقف مجموعة من دبابات جيش التحرير الشعبي الصيني خلال مظاهرات ساحة تيانانمن في تيانانمن، بكين. | الصورة           |
| 1991 | Georges Merillon         | النزاع في كوسوفو                          | أسرة نسيم الشاني حزينة حول فراشه. قُتل أثناء احتجاجه على الحكم الذاتي لكوسوفو. | الصورة           |
| 1992 | David Turnley            | حرب الخليج الثانية                        | الرقيب الأمريكي كين كوزاكوفيتش ينعي وفاة زميله الجندي آندي ألانيز الذي قُتل برصاص نيران صديقة. | الصورة           |
| 1993 | جيمس ناشتوي              | المجاعة في الصومال                        | أم صومالية ترفع جثة طفلها الذي مات بسبب المجاعة. | الصورة           |
| 1994 | Larry Towell             | الأراضي الفلسطينية                        | أطفال فلسطينيون يرفعون بنادق اللعب في الهواء. | الصورة           |
| 1995 | جيمس ناشتوي              | الإبادة الجماعية في رواندا                | رجل من الـهوتو جرى تشويهه من قِبل ميليشيا انتراهاموي الهوتو، الذين اشتبهوا في تعاطفه مع متمردي التوتسي. | الصورة           |
| 1996 | لوتشيان بيركنز           | الحرب الشيشانية الأولى                    | صبي ينظر من حافلة مكتظة باللاجئين تفر من القتال بالقرب من شالي، الشيشان ويتجه إلى غروزني. | الصورة           |
| 1997 | Francesco Zizola         | الحرب الأهلية الأنغولية                   | أحد ضحايا الألغام الأرضية الصغار في مدينة كويتو في أنغولا. | الصورة           |
| 1998 | Hocine                   | الحرب الأهلية في الجزائر                  | امرأة تنعي ضحايا مجزرة بن طلحة، الجزائر. | الصورة           |
| 1999 | Dayna Smith              | النزاع في كوسوفو                          | أقارب وأصدقاء يواسون أرملة مقاتل من جيش تحرير كوسوفو، سقط قتيلاً بالرصاص أثناء قيامه بدورية في اليوم السابق. | الصورة           |
| 2000 | كلوز بيورن لارسن         | حرب كوسوفو                                | لاجئ ألباني كوسوفي مصاب يسير في شوارع كوكس، ألبانيا. | الصورة           |
| 2001 | لارا جو ريغان            | الهجرة إلى الولايات المتحدة               | مهاجرة مكسيكية تعمل من أجل إطعام أطفالها. | الصورة           |
| 2002 | Erik Refner              | كارثة اللاجئين في أفغانستان               | في مخيم جالوزاي للاجئين، تجهيز جثة صبي أفغاني للدفن. | الصورة           |
| 2003 | / Eric Grigorian         | زلزال في إيران                            | صبي يحمل سروال والده المتوفى الذي قُتل في زلزال 22 يونيو 2002. | الصورة           |
| 2004 | جان مارك بوجو            | حرب العراق                                | أسير عراقي بغطاء رأسه يحاول تهدئة ابنه في مركز احتجاز. | الصورة           |
| 2005 | أركو داتا                | زلزال وتسونامي المحيط الهندي 2004         | بعد يومين من كارثة تسونامي، امرأة هندية تنعي أحد أقاربها الذي قُتل في كودالور، تاميل نادو. | الصورة           |
| 2006 | فينبار أورايلي           | أزمة الغذاء النيجرية 2005-2006            | أم وطفلها ينتظران الطعام في مركز طوارئ في تاهوا، النيجر. | الصورة           |
| 2007 | سبنسر بلات               | حرب لبنان 2006                            | خمسة شبان لبنانيين يركبون سيارة مكشوفة وسط حطام الجنوب في بيروت. | الصورة           |
| 2008 | تيم هيثيرنغتون           | الحرب في أفغانستان                        | جندي أمريكي مرهق يتكئ على الحائط ويغطي عينيه. | الصورة           |
| 2009 | أنتوني سواو              | أزمة الرهن العقاري                        | ضابط مسلح في منزل بعد إخلاء سكانه بسبب الرهن العقاري. | الصورة           |
| 2010 | بيترو ماستورزو           | انتخابات الرئاسة الإيرانية (2009)         | سيدة في إيران تصرخ من أعلى منزلها في طهران احتجاجا على نتائج انتخابات الرئاسة الإيرانية التي جرت في 2009. | الصورة           |
| 2011 | جودي بايبر               | النساء تحت حكم طالبان                     | تعرضت بيبي عائشة، 18 عامًا، للتشويه كعقاب على هروبها من منزل زوجها في ولاية أروزكان، في وسط أفغانستان، بموجب تقليد لقبيلة البشتون لتسوية النزاعات. | الصورة           |
| 2012 | صموئيل أراندا            | ثورة الشباب اليمنية، الربيع العربي        | امرأة تحمل قريبها الجريح بين ذراعيها، داخل مسجد يستخدمه المتظاهرون ضد حكم الرئيس علي عبد الله صالح كمستشفى ميداني، خلال اشتباكات في صنعاء، اليمن في 15 أكتوبر 2011. | الصورة           |
| 2013 | بول هانسن                | ضحايا الحرب على غزة 2012                  | رجال غاضبون يشيعون جنازة صهيب حجازي البالغ من العمر عامين وشقيقه محمد البالغ من العمر ثلاث سنوات، اللذين قتلا في هجوم صاروخي إسرائيلي في مدينة غزة أسفر عن مقتل والدهما فؤاد وأصيبت والدتهم بجروح خطيرة. جرى التقاطها في 20 نوفمبر 2012. | الصورة           |
| 2014 | جون ستانمير              | مهاجرون أفارقة                            | مهاجرون على شاطئ مدينة جيبوتي يرفعون هواتفهم المحمولة في محاولة لالتقاط إشارة غير مكلفة من الصومال المجاورة. | الصورة           |
| 2015 | مادس نيسن                | المثليين في روسيا                         | صورة تُظهر علاقة مثلية جنسية، لإظهار صعوبة الحياة لهم في روسيا. |                  |
| 2016 | وارن ريتشاردسون          | أزمة المهاجرين إلى أوروبا                 | صورة ليلية تُظهر رجلًا يمر بطفل رضيع عبر سياج من الأسلاك الشائكة على الحدود بين صربيا والمجر، أي بين هورغوش (صربيا) وروشكي (المجر). | الصورة           |
| 2017 | برهان أوزبيليسي          | اغتيال أندريه كارلوف                      | تُظهر الصورة ضابط الشرطة "مولود ميرت ألتينتاش" يقف بجانب أندريه كارلوف، السفير الروسي في تركيا، بعد لحظات من إطلاق النار عليه في ظهره. أطلق ألتينتاش النار على كارلوف للاحتجاج على التدخل العسكري الروسي في الحرب الأهلية السورية. | الصورة           |
| 2018 | Ronaldo Schemidt         | الاحتجاجات الفنزويلية 2017                | وسط اشتباكات عنيفة مع شرطة مكافحة الشغب خلال احتجاجات ضد الرئيس نيكولاس مادورو، في كاراكاس، فنزويلا. اشتعلت النيران في سالازار عندما انفجر خزان الغاز في دراجة نارية. ونجا من الحادث بحروق من الدرجة الأولى والثانية. أعلن الرئيس مادورو عن خطط لمراجعة النظام الديمقراطي في فنزويلا من خلال تشكيل جمعية تأسيسية لتحل محل المعارضة التي تقودها الجمعية الوطنية. | الصورة           |
| 2019 | جون مور                  | سياسة دونالد ترامب تجاه الهجرة            | طفلة صغيرة من هندوراس تبكي أثناء احتجازها هي ووالدتها من قِبل مسؤولي الحدود الأمريكيين في ماكالين (تكساس). | الصورة           |
| 2020 | ياسويوشي تشيبا           | انقلاب 2019 في السودان                    | ويظهر في الصورة شاب يقرأ قصائد احتجاجية أثناء انقطاع التيار الكهربائي ليلاً في ولاية الخرطوم في 19 يونيو 2019. وهو محاط بالعديد من الأشخاص الذين يضيئون بهواتفهم المحمولة ويرددون شعارات من أجل استعادة الحكم المدني. في زمن العنف والصراع، اختار رئيس هيئة المحلفين عمدًا صورة ترمز إلى الأمل ولا تصور الحرب والعنف.                                             | الصورة           |
| 2021 | Mads Nissen              | Hug tunnel                                | | [ 8 ]            |

## معرض الصور

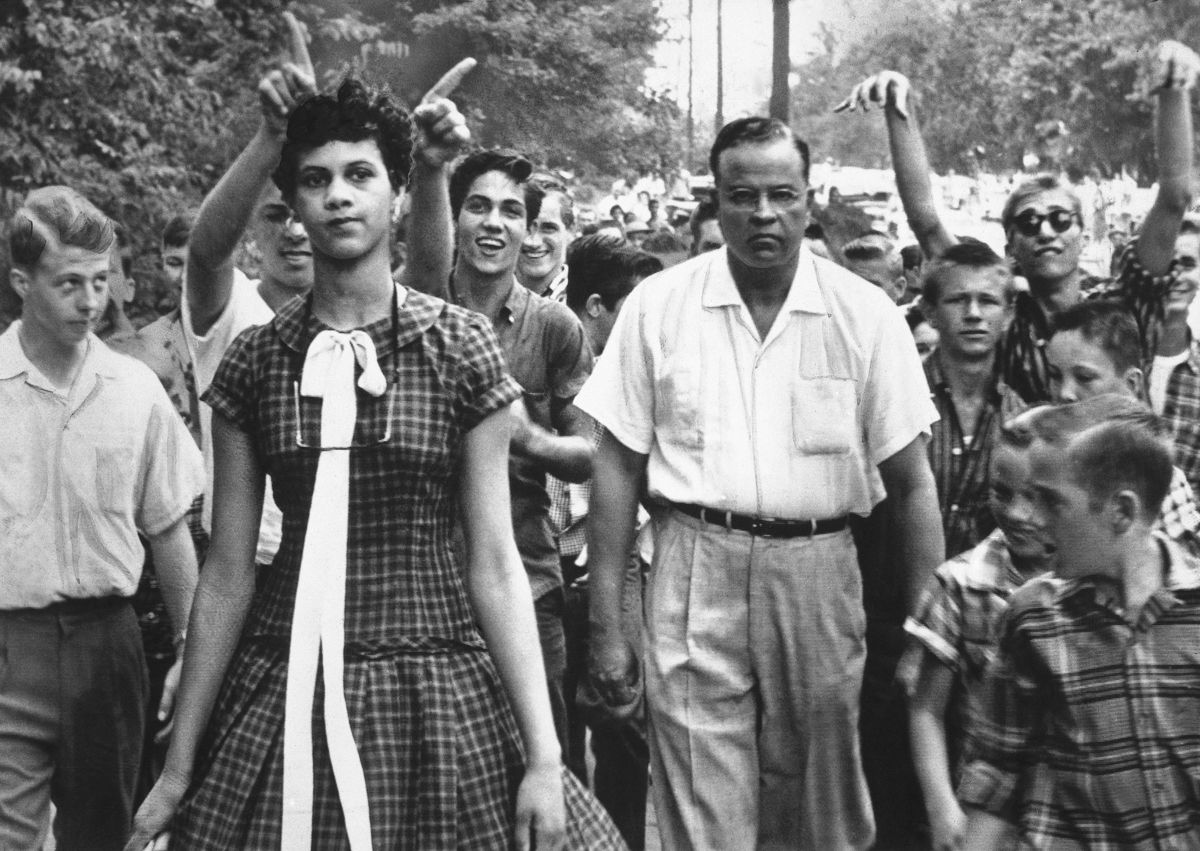
1957: دوروثي كاونتس  [لغات أخرى]‏
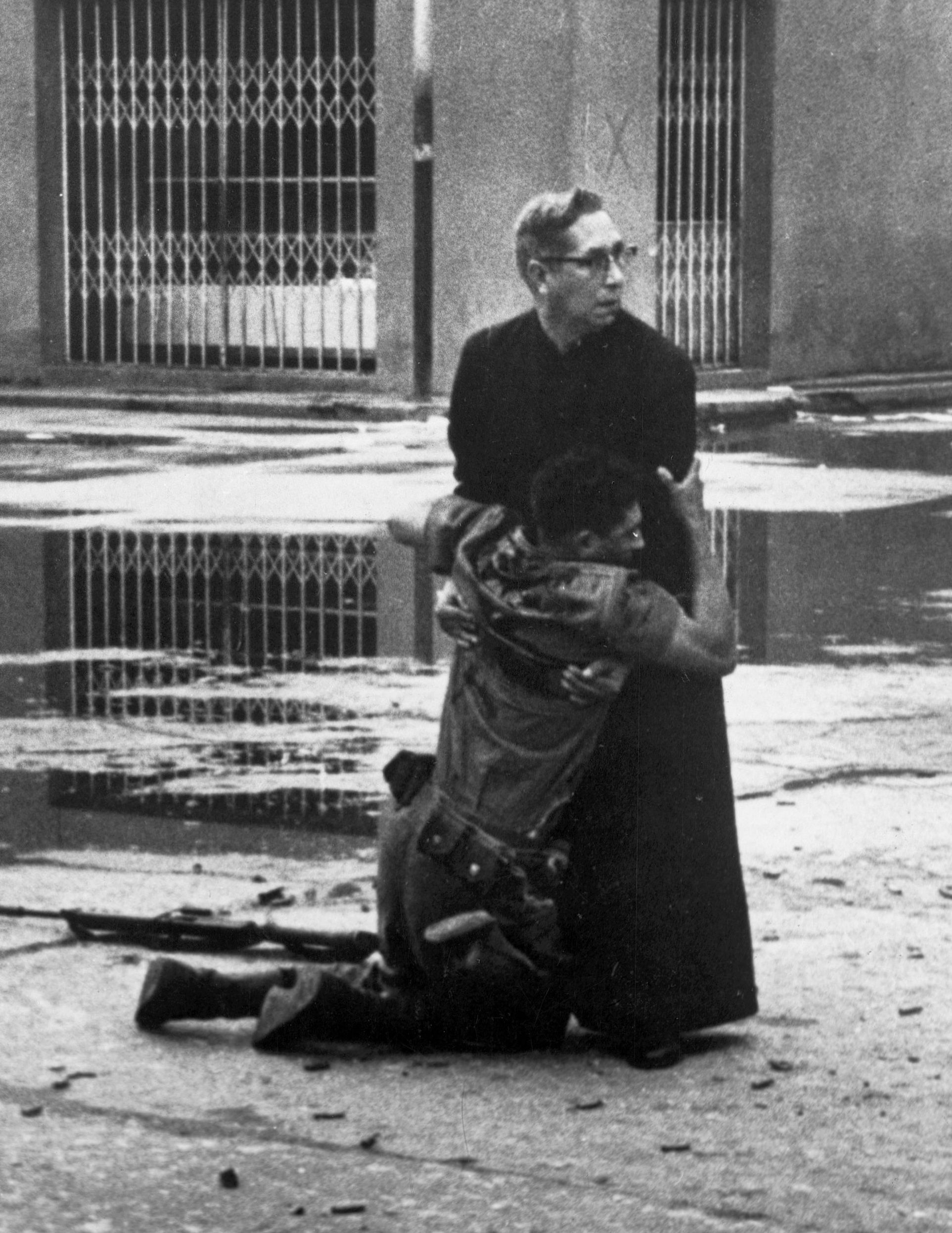
1962: انتفاضة El Porteñazo  [لغات أخرى]‏1962: انتفاضة El Porteñazo  [لغات أخرى]‏
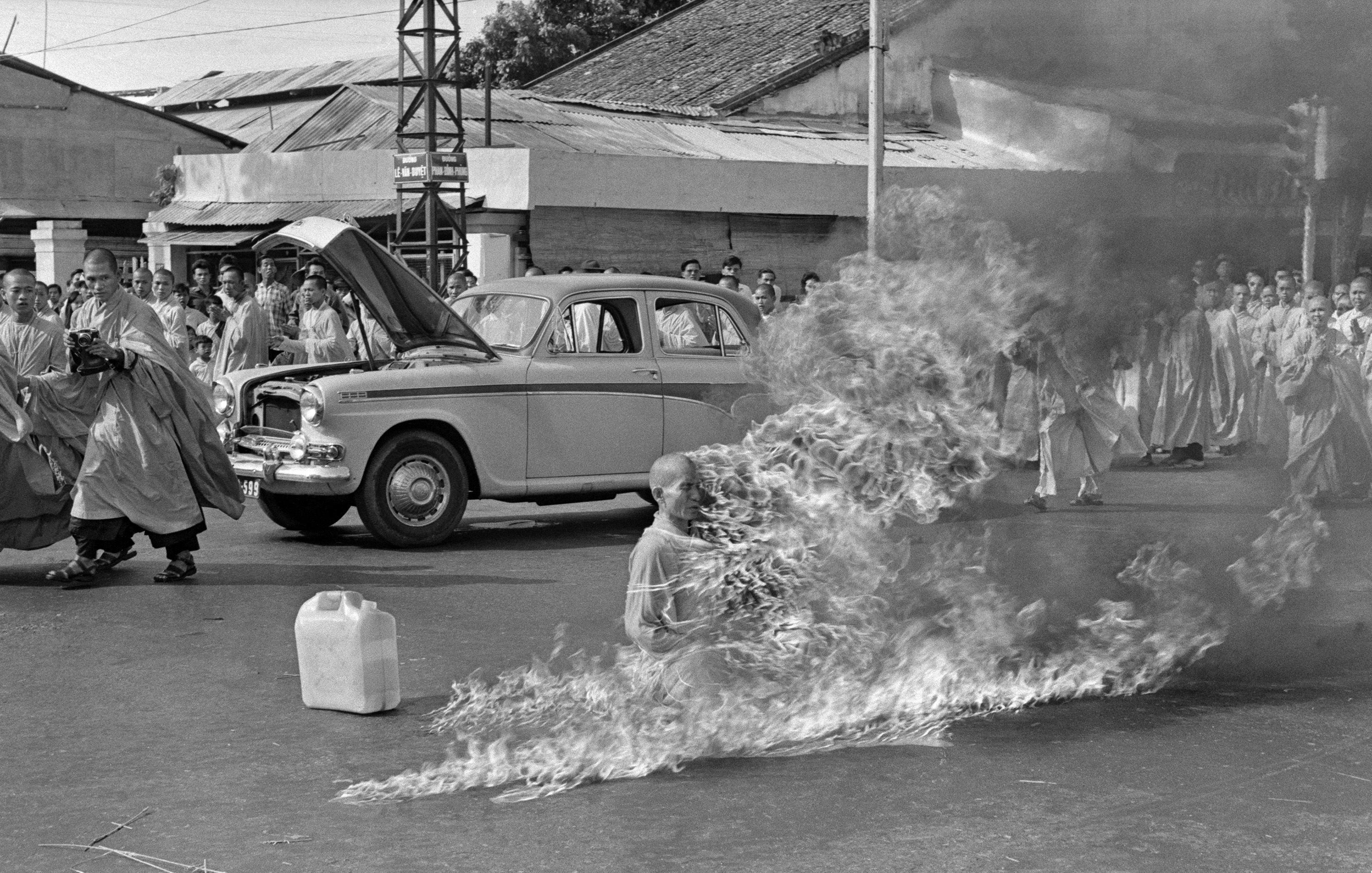
1963: التضحية بالنفس لـ تتش كوان دك
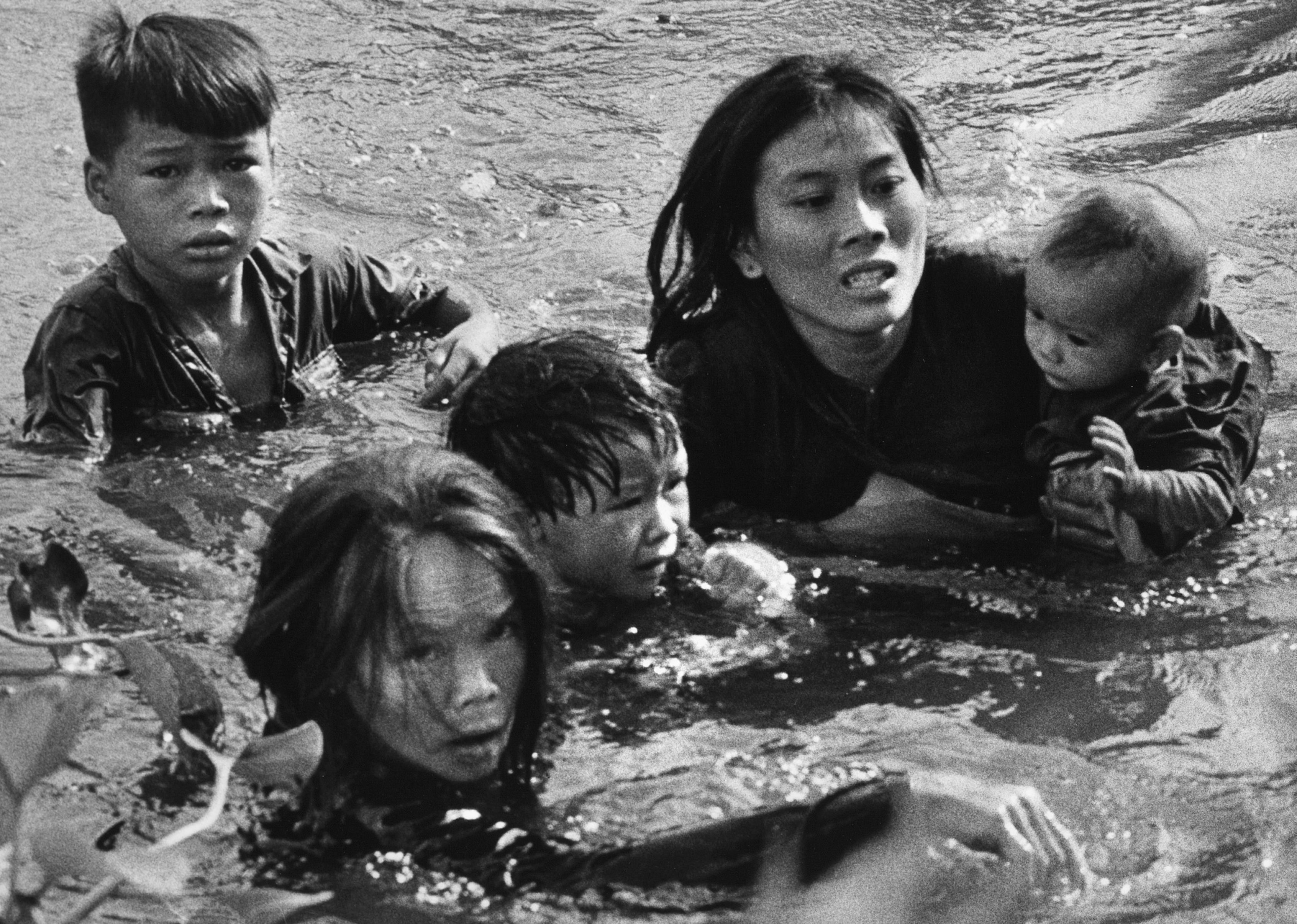
1965: "اهرب إلى بر الأمان"
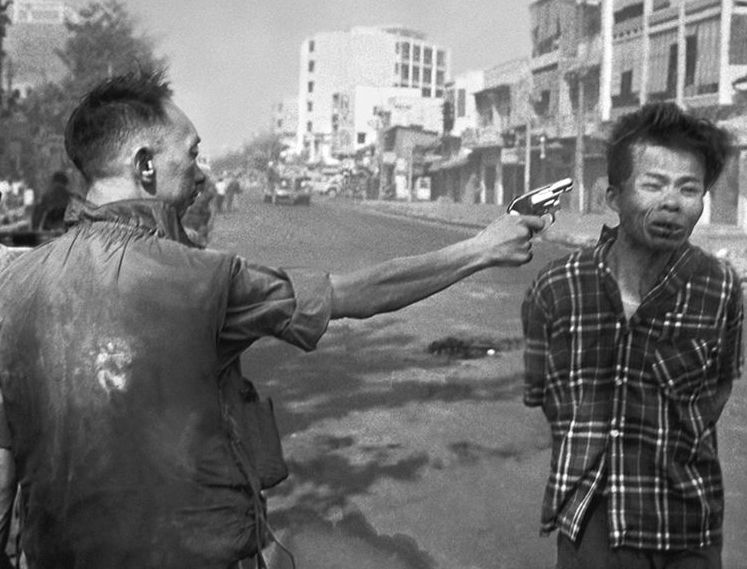
1968: إعدام فان ليم نغوين
1973: "ارهاب الحرب"1973: "ارهاب الحرب"

## روابط خارجية
- الموقع الرسمي
- الجدول الزمني لجميع المسابقات والفائزين بجائزة World Press Photo للعام